# Tribunal Català de l'Esport
El Tribunal Català de l'Esport és l'òrgan suprem jurisdiccional esportiu en els àmbits electoral, competitiu i disciplinari a Catalunya.
Les competències del Tribunal Català de l'Esport consisteixen a conèixer i resoldre els recursos interposats contra els acords adoptats:
- Pels òrgans disciplinaris de les federacions esportives catalanes, de les agrupacions esportives i dels clubs o associacions esportius pel que fa a qüestions de disciplina esportiva.
- Pels comitès d'apel·lació de les federacions esportives catalanes en assumptes de temàtica competitiva.
- Per les meses del vot de censura i de les juntes electorals dels clubs no federats, per les juntes electorals de les federacions esportives, així com pels comitès d'apel·lació de les federacions esportives catalanes adoptades per la via de revisió dels processos electorals o de censura dels clubs federats.

El Tribunal Català de l'Esport també tindrà competències per conèixer i resoldre qualsevol altra acció o omissió que, per la transcendència que poden tenir en l'activitat esportiva, estimi oportú tractar-les d'ofici, a instàncies de l'Administració esportiva de la Generalitat. Així mateix, pot actuar per resoldre de manera inapel·lable, mitjançant l'arbitratge d'equitat, les qüestions de litigi de naturalesa juridico-esportiva no previstes en l'àmbit de la seva competència jurisdiccional i que li hagin estat sotmeses de comú acord pels interessats.